# ポケットゲーマー
『ポケットゲーマー』（Pocket Gamer）は、モバイルやポータブルといった手持ちのゲーム機でプレイできるゲームに焦点をあてた、コンピュータゲームウェブサイト。